# Georgeanna Marie Tillman
Georgeanna Marie Tillman, född 6 februari 1943, död 6 januari 1980, var en amerikansk R&B/soul sångerska.
Tillman var en ursprunglig medlem av flickgruppen The Marvelettes. 
Växte upp i Inkster, Michigan, ingick en sånggrupp i gymnasiet med skolkamraterna Gladys Horton, Georgia Dobbins, Juanita Cowart och Katherine Anderson, som kallade sig The Casinyets. Efter att ha kommit på andra plats under en talangtävling fick gruppen, som då kallades The Marvels, kontakt med Motown's Hitsville USA studio och fick provsjunga för Berry Gordy och Smokey Robinson. Gruppen gjorde bra ifrån sig men var tvungen att komma tillbaka med sina egna låtar. 
Gruppmedlem Georgia Dobbins skrev då låten "Please Mr. Postman" som ordnade gruppen ett kontrakt hos Tamla Motown 1961. Gordy ändrade då gruppens namn till The Marvelettes. Tillman var medlem fram till 1965 då hon fick cancer vilket påverkade hennes gruppframträdanden. 
Tillman dog av komplikationer (lupus och sicklecellanemi)  av sin sjukdom i 1980, 36 år gammal.